# Deborah Loewenberg Ball

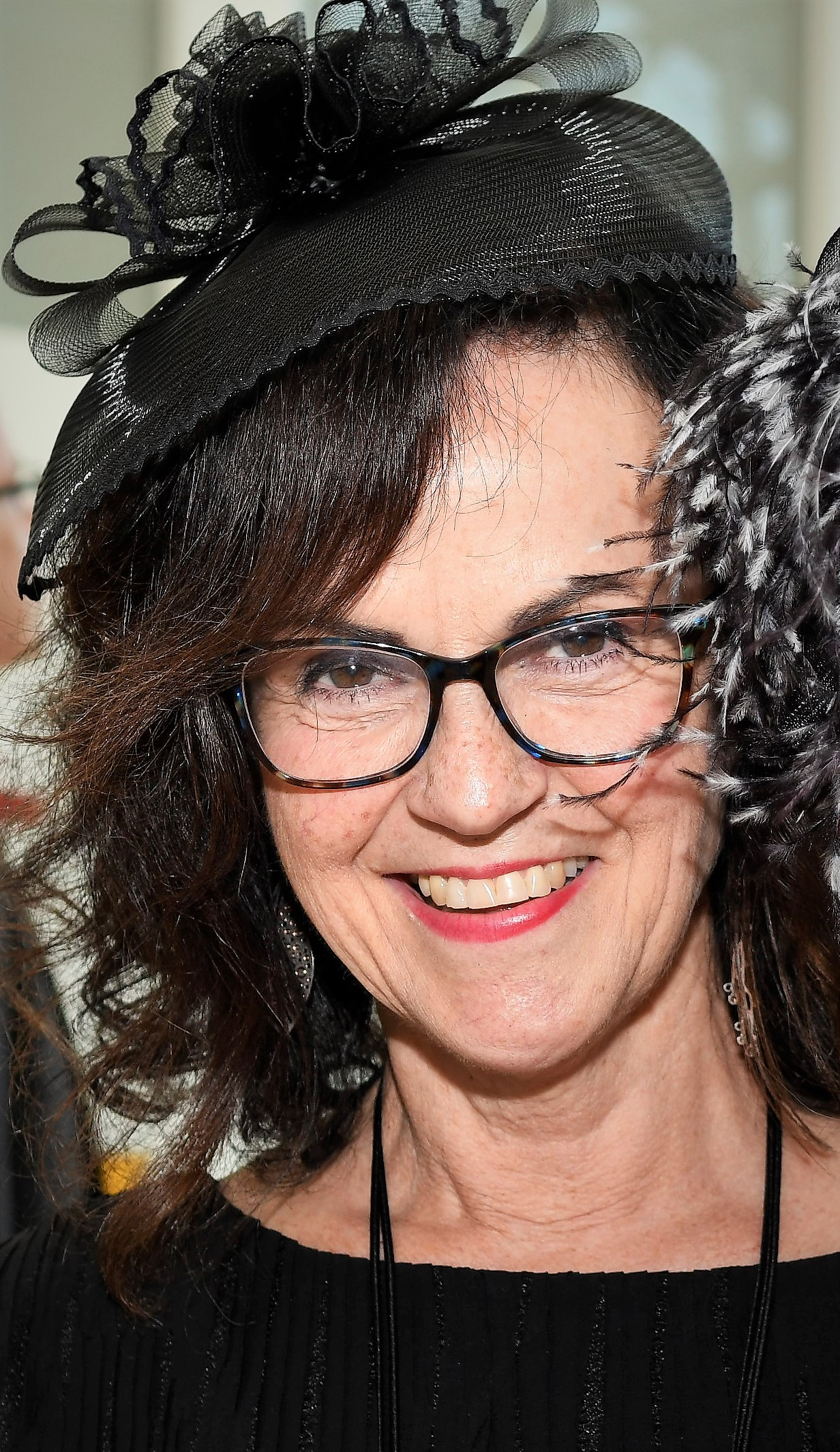
Deborah Loewenberg Ball

Deborah Loewenberg Ball (* 1954) ist eine amerikanische Mathematikdidaktikerin.

## Leben
Ball studierte an der Michigan State University mit dem Bachelor-Abschluss in Französisch und Grundschulpädagogik (Elementary Education) 1976 und dem Master-Abschluss in Pädagogik 1982. Von 1981 bis 1983 unterrichtete sie Undergraduate-Kurse in Mathematik an der Universität und 1988 wurde sie promoviert (Titel der Dissertation: Knowledge and reasoning in mathematical pedagogy: Examining what prospective teachers bring to teacher education). Von 1975 bis 1988 war sie Grundschullehrerin in East Lansing und war auch bis 1992 weiter Lehrerin, war aber schon ab 1988 Assistant Professor und ab 1991 Associate Professor in der Lehrerausbildung an ihrer Alma Mater. 1996 wurde sie Professor an der University of Michigan. 2000 wurde sie Arthur F. Thurnau Professor und war 2004/05 Direktorin der Lehrerausbildung. 2005 wurde sie William H. Payne Collegiate Professor. 2005 bis 2016 war sie Dekan der School of Education. Ab 2011 war sie Direktorin von TeachingWorks an der University of Michigan, einem Programm für Lehrerausbildung. Es entstand aus der 2004 gegründeten Teacher Education Initiative für eine praxisnahere Lehrerausbildung.
Sie befasst sich insbesondere mit der Beurteilung pädagogischer Fähigkeiten von Mathematiklehrern und Verbesserung von deren Ausbildung während der ersten Praxisjahre in Schulen.
Sie unterrichtet auch weiter im Sommer in Grundschulen neben ihrer Universitätsarbeit.
Sie ist im amerikanischen National Mathematics Advisory Panel und der Commission on the Future of Undergraduate Education. Ball ist Fellow der American Mathematical Society und der American Educational Research Association, Mitglied der American Academy of Arts and Sciences (2014) und der National Academy of Education.
2017 erhielt sie die Felix Klein Medal.

## Schriften
- Mathematical Proficiency for All Students. Toward a Strategic Research and Development Program in Mathematics Education, Rand Corporation 2002, Online
- mit Ruhama Even: The professional education and development of teachers of mathematics : the 15th ICMI study, Springer 2009.